# Saint-Yorre (минеральная вода)
Vichy Saint-Yorre (в русской транскрипции передаётся как Виши Сент-Йор, иногда Сен-Йор) — французская марка минеральной воды, принадлежащая компании Neptune, входящей в группу Альма.
Природные источники воды Saint-Yorre расположены в северных отрогах Центрального массива вокруг французского городка Сент-Йор в департаменте Алье, в нескольких километрах южнее города Виши.
В прошлом насчитывалось до 140 каптажей, на которых выполнялся отвод воды Saint-Yorre, везде имевшей одинаковый физико-химический состав.
В настоящее время природная минеральная вода под маркой Vichy Saint-Yorre может добываться из целого ряда источников, названных королевскими и расположенных в коммунах Сент-Йор и Отрив (департамент Алье), а также в коммунах Сен-Сильвестр-Прагулен и Сен-Прист-Брамефан (департамент Пюи-де-Дом).
Vichy Saint-Yorre является минеральной водой с природной газацией.
Из воды отделяется содержащийся в ней углекислый газ и её обезжелезивают. Затем, в процессе бутилирования, газ вводится обратно в тех же пропорциях. Этот процесс происходит начиная с 1957 года.

## Химический состав водыVichy Saint-Yorre
Минеральная вода Vichy Saint Yorre принадлежит к группе высокоминерализованных вод и её польза для здоровья была признана французской Национальной медицинской академией и Министерством здравоохранения Франции.
| Элементы                 | Количество в мг/дм³ |
| ------------------------ | ------------------- |
| Кальций (Ca2+)           | 90                  |
| Магний (Mg2+)            | 11                  |
| Натрий (Na+)             | 1708                |
| Калий (K+)               | 110                 |
| Гидрокарбонаты (HCO3-)   | 4368                |
| Сульфаты (SO42–)         | 174                 |
| Хлориды                  | 322                 |
| Фториды                  | 1                   |
| Сухой остаток при 180 °C | 4774                |
| pH                       | 6,6                 |

Источник: Этикетка на бутылке, 2012 год

## История
- В 1850 году фармацевт Николя Ларбо (отец французского писателя Валери Ларбо), владевший собственностью в городке Сент-Йор, исследовал физико-химические свойства родниковой воды, источник которой находился на его владениях. В середине XIX века он разрешил общее использование источника.
- В 1859 году было основано первое Общество вод в Сент-Йор: Compagnie Propriétaire des Sources Minérales de Saint-Yorre, Bassin de Vichy.
- В 1862 году местность источника получила право использовать наименование Bassin de Vichy в связи с похожим физико-химическим составом вод Виши и вод Сент-Йор.
- К окончанию XIX века уже существовало 140 маленьких водозаборных предприятий.
- К 1920 году минеральную воду в Сент-Йор добывали 22 предприятия.
- В 1993 году компания Castel, руководствуясь решением Европейской комиссии, выкупила минеральные воды Виши за 800 миллионов франков у группы Nestlé.

## Vichy Saint-Yorreв настоящее время
- Бутилирование минеральных вод Vichy Saint-Yorre и Vichy Célestins в настоящее время производится под контролем компании Société Commerciale d’Eaux Minérales du Bassin de Vichy (SCBV).
- Минеральная вода Vichy Saint-Yorre бутилируется на том же заводе, что и вода Vichy Célestins, расположенном в коммуне Сент-Йор, неподалёку от Виши.
- Предприятие обеспечивает 219 рабочих мест.
- Объём производства составляет 200 миллионов бутылок в год.
- Годовой объём продаж составляет 50 миллионов Евро.
- Нет данных, свидетельствующих об импорте минеральной воды Vichy Saint-Yorre в Россию.